# Cabariot
Cabariot és un municipi francès de la regió de la Nova Aquitània i el departament del Charente Marítim. El 2021 tenia 1.445 habitants.